# Rubén Islas Bravo
Rubén Islas Bravo (Pachuca, Hidalgo, México; 30 de noviembre de 1924 - Colima, Colima; 22 de septiembre de 2024) fue un flautista y maestro de música mexicano. Es reconocido por ser uno de los principales intérpretes de la flauta en México y de haber formado varias generaciones de flautistas. Fue primer flautista y solista de las más importantes orquestas del país, incluyendo la Orquesta Sinfónica Nacional. Fue Presidente fundador de la Sociedad Mexicana de Flautistas.
En el año 2012, fue condecorado con la Medalla Mozart "Mérito y Trayectoria".

## Trayectoria
Inició sus estudios musicales a los 9 años con su padre, ingresando posteriormente a la Banda Sinfónica del Estado de Hidalgo. En 1941, en la Ciudad de México, fue uno de los miembros fundadores de la Banda Sinfónica de la Secretaría de Marina Armada de México. En 1942, ingresó al Conservatorio Nacional de Música, donde realizó sus estudios profesionales bajo la dirección del maestro Agustín Oropeza hasta 1947.
De 1951 a 1952, asistió al Marlboro College en Vermont, Estados Unidos, para realizar estudios de especialidad y perfeccionamiento con el flautista francés Marcel Moyse.
Entre 1975 y 1992, participó en cursos de especialización impartidos por James Galway en Suiza, Inglaterra, Escocia e Irlanda.
Fue flautista principal de la Orquesta Sinfónica Nacional, de la Orquesta Filarmónica de la UNAM, de la Orquesta Filarmónica de la Ciudad de México y de la Orquesta de Cámara de la Escuela Nacional Preparatoria de la UNAM.

## Docencia
Rubén Islas Bravo fue profesor por más de 50 años en las siguientes instituciones académicas:
- Conservatorio Nacional de Música (1955-1986)
- Instituto Superior de Estudios Musicales del Sindicato Único de Trabajadores de la Música (1946-2008)
- Escuela Nacional de Música de la UNAM (Facultad de Música) (1960-2000)
- Escuela de Música Vida y Movimiento del Centro Cultural Ollin Yoliztli. (1986-2008)

Entre 1991 y 1996 participó como profesor invitado en los cursos de perfeccionamiento impartidos por la maestra Elena Durán, en Stratford-upon-Avon.

## Premios y reconocimientos
Entre los principales reconocimientos que ha recibido se encuentran: 
- 1956 Reconocimiento por su labor artística en el Quinteto de Alientos del INBAL, otorgado por la Unión Mexicana de Cronistas de Teatro y Música.
- 1966 Reconocimiento por su labor concertística, otorgado por la Unión Mexicana de Cronistas de Teatro y Música.
- 1976 Honor al Mérito "Lira de Oro" por lograr el más alto nivel artístico como músico mexicano, otorgado por el Sindicato Único de Trabajadores de la Música.
- 1980 Distinción por su labor de Superación Académica, otorgada por la Comisión Dictaminadora de la UNAM.
- 1985 Reconocimiento al Mérito Universitario, otorgado por la UNAM.
- 1994 Presea Mario Ruiz Armengol "Corchea de Oro", otorgada por el Sindicato Único de Trabajadores de la Música.
- 1996 Medalla Blas Galindo por su labor Concertística y Pedagógica en Foros Nacionales e Internacionales, otorgada por el Instituto Nacional de Bellas Artes.
- 1997 Homenaje por su Labor Docente, otorgado por Opus 94, IMER.
- 2002 Reconocimiento por su aportación al desarrollo sociocultural del país (Programa Nacional de Educación Artística), otorgado por el INBAL y la UNAM.
- 2010 Premio Pedro de Gante por su trayectoria en la educación musical, otorgado por la Universidad Panamericana.
- 2012 Medalla Mozart "Mérito y Trayectoria", otorgada por la Academia Medalla Mozart y por la embajada de Austria.
- 2015 Premio al Mérito Artístico, otorgado por el Consejo Estatal para la Cultura y las Artes del Gobierno del Estado de Hidalgo.[4]